# Hyalosperma simplex
Hyalosperma simplex là một loài thực vật có hoa trong họ Cúc. Loài này được (Steetz) Paul G.Wilson mô tả khoa học đầu tiên năm 1989.